# Glaucina mormonaria
Glaucina mormonaria är en fjärilsart som beskrevs av Dyar 1907. Glaucina mormonaria ingår i släktet Glaucina och familjen mätare. Inga underarter finns listade i Catalogue of Life.